# Mezolit
Mezolit je tektosilikatni mineral s kemijsko formulo Na2Ca2(Al2Si3O10)3•8H2O. Spada v zeolitsko skupino silikatov in je, tudi po  videzu,  zelo podoben natrolitu.
Kristalizira v ortorombskem kristalnem sistemu v značilnih lasastih prizmatičnih kristalih. Kristali so lahko tudi igličasti, masivni ali žarkasti. Je prozoren do bel in ima steklast sijaj.
Mineral so prvič opisali leta 1816 na Kiklopskem otočju  pri Kataniji na Siciliji. Prvi del njegovega imena je izpeljan iz grškega izraza μεσoς [mésos], ki pomeni sredi ali na sredini, ker je njegova kemijska sestava nekje med natrolitom in skolecitom. Podobno kot drugi zeoliti se tudi mezolit pojavlja v zalivkah amigdaloidnem bazaltu, andezitih in hidrotermalnih žilah.